# Krvave bajke
Krvave bajke drugi je studijski album splitskog heavy metal sastava Đubrivo. Album je objavljen 1. studenog 2014. godine, a objavio ga je sastav digitalno.

## Popis pjesama
Tekstovi: Toni Aničić, Jure Listeš, Darko Grubišić i Bruno Matijašević.
| 1.    | »Krvava bajka«           | 4:03 |
| 2.    | »Smršavi«                | 3:19 |
| 3.    | »Suzo didova«            | 2:09 |
| 4.    | »Priča se po gradu«      | 2:41 |
| 5.    | »Nenadani abortus«       | 1:43 |
| 6.    | »Pašteta«                | 2:17 |
| 7.    | »Budi / Više voliš mene« | 5:18 |
| 8.    | »Daj ribu«               | 2:05 |
| 9.    | »Čarli«                  | 0:50 |
| 10.   | »Nema 'ko te nije«       | 2:54 |
| 11.   | »Odlično se zabavljam«   | 2:57 |
| 12.   | »Totalno si luda«        | 3:41 |
| 33:57 |                          |      |

## Zasluge
Đubrivo
- Toni "Koja" Aničić — vokali
- Darko Grubišić — gitara, prateći vokali
- Ante "Tiša" Barišić — gitara
- Bruno Matijašević — bas-gitara, klavijature
- Goran Brodarić — bubnjevi

Dodatni glazbenici
- Brankica Brodarić — vokali
- Joško Tranfić — prateći vokali na "Daj ribu"

Ostalo osoblje
- Darko Grubišić — produciranje, miksanje
- Dado Marušić — mastering